# Edmond (Kansas)
Edmond – miasto w Stanach Zjednoczonych, w stanie Kansas, w hrabstwie Norton.